# Drapelul Azerbaidjanului

Raportul drapelului 1:2

Drapelul Republicii Democrate a Azerbaidjanului (1918 - 1920)

Drapelul Azerbaidjanului este format din trei benzi orizontale, de sus în jos, de culoare albastră (sus), roșie și verde; o semilună albă și o stea cu opt colțuri se află pe banda roșie. Cele opt colțuri simbolizează cele opt ramuri ale popoarelor turcice. Albastrul este culoarea turcilor, verdele simbolizează islamul iar roșul progresul. Acest drapel a fost folosit și spre sfârșitul anilor 1910, înainte de anexarea țării de către URSS. Culorile oficiale și dimensiunile actuale au fost adoptate la 5 februarie 1991.